# Touhou Project
Touhou Project (東方Project Tōhō Purojekuto, Dự án Đông Phương), còn được biết với tên Project Shrine Maiden hay ngắn gọn là Touhou, là một series trò chơi điện tử tập trung chủ yếu vào thể loại bắn đạn trong địa ngục đạn được tạo bởi nhà phát triển độc lập Nhật Bản ZUN (tên thật là Ōta Jun'ya), sản xuất với tư cách là Team Shanghai Alice. ZUN tự mình phát triển phần mềm, đồ họa, văn bản và âm nhạc cho series game dōjin từ năm 1997, phát hành 19 trò chơi chính và 13 spin-off chính thức. ZUN cũng sản xuất các tác phẩm in ấn liên quan và album nhạc, ngoài ra còn hợp tác với nhà phát triển dōjin Twilight Frontier trên 7 spin-off chính thức, 6 trong số đó là trò chơi đối kháng.
Touhou Project lấy bối cảnh ở Gensokyo, một nơi bị phong ấn với thế giới bên ngoài và là nơi sinh sống chủ yếu của con người và yōkai, những sinh vật huyền thoại trong văn hóa dân gian Nhật Bản, trong Touhou họ được nhân cách hóa thành bishōjo theo phong cách moe. Hakurei Reimu, một miko của Đền Hakurei và là nhân vật chính của series, thường được giao nhiệm vụ giải quyết những "sự cố" siêu nhiên xảy ra trong Gensokyo.
Touhou Project bắt đầu vào năm 1995 với sản phẩm đầu tiên Highly Responsive to Prayers được phát triển bởi Amusement Makers cho dòng máy tính NEC PC-9801 của Nhật Bản; sau đó được phát hành vào tháng 11 năm 1996. Bốn tựa game Touhou kế tiếp được phát hành trong giai đoạn từ tháng 8 năm 1997 tới tháng 12 năm 1998 cũng dành cho hệ máy NEC PC-9801. Trong ba năm rưỡi sau đó hoạt động của Touhou Project dừng lại cho tới khi tựa game Touhou đầu tiên trên nền Windows, Embodiment of Scarlet Devil, được phát hành vào tháng 8 năm 2002, do chỉ một mình ZUN thực hiện sau khi ông tách khỏi Amusement Makers và lập ra Team Shanghai Alice. Sau đó Touhou Project trở thành một thương hiệu truyền thông bao trùm một số lượng lớn và không ngừng gia tăng các game chính thức cùng với rất nhiều sản phẩm khác như fan-book, nhạc, light novel, và manga.

## Trò chơi

Bìa của các phần Touhou từ 1 đến 5

| 1997 | TH01 Highly Responsive to Prayers          |
| 1997 | TH02 Story of Eastern Wonderland           |
| 1997 | TH03 Phantasmagoria of Dim. Dream          |
| 1998 | TH04 Lotus Land Story                      |
| 1998 | TH05 Mystic Square                         |
| 1999 |                                            |
| 2000 |                                            |
| 2001 |                                            |
| 2002 | TH06 Embodiment of Scarlet Devil           |
| 2003 | TH07 Perfect Cherry Blossom                |
| 2004 | TH08 Imperishable Night                    |
| 2004 | TH07.5 Immaterial and Missing Power*       |
| 2005 | TH09 Phantasmagoria of Flower View         |
| 2005 | TH09.5 Shoot the Bullet                    |
| 2006 |                                            |
| 2007 | TH10 Mountain of Faith                     |
| 2008 | TH10.5 Scarlet Weather Rhapsody*           |
| 2008 | TH11 Subterranean Animism                  |
| 2009 | TH12 Undefined Fantastic Object            |
| 2009 | TH12.3 Touhou Hisoutensoku*                |
| 2010 | TH12.5 Double Spoiler                      |
| 2010 | TH12.8 Fairy Wars                          |
| 2011 | TH13 Ten Desires                           |
| 2012 |                                            |
| 2013 | TH13.5 Hopeless Masquerade*                |
| 2013 | TH14 Double Dealing Character              |
| 2014 | TH14.3 Impossible Spell Card               |
| 2015 | TH14.5 Urban Legend in Limbo*              |
| 2015 | TH15 Legacy of Lunatic Kingdom             |
| 2016 |                                            |
| 2017 | TH16 Hidden Star in Four Seasons           |
| 2017 | TH15.5 Antinomy of Common Flowers*         |
| 2018 | TH16.5 Violet Detector                     |
| 2019 | TH17 Wily Beast and Weakest Creature       |
| 2020 |                                            |
| 2021 | TH17.5 Touhou Gouyoku Ibun                 |
| 2021 | TH18 Unconnected Marketeers                |
| 2022 | TH18.5 100th Black Market                  |
| 2023 | TH19 Unfinished Dream of All Living Ghosts |

### Dòng PC-98 tiền nhiệm
Series Touhou bắt đầu trên dòng PC-98 của Nhật và năm tựa game đầu tiên của series này cũng lấy đó làm nền tảng; các người dùng PC thông dụng chỉ có thể chơi chúng thông qua chương trình giả lập. Hơn nữa, thời điểm những game này được phát hành cũng là khi dòng máy tính PC-9801 đang trên đà suy giảm. Vì lý do này chúng không có nhiều người chơi. Năm trò chơi này được làm bởi Amusement Makers, một nhóm phát triển game tại đại học ZUN theo học mà ông cũng là thành viên của nhóm trước khi rời đi.
Highly Responsive to Prayers (東方靈異伝 Tōhō Reiiden, "Đông Phương Linh Dị Truyền", tạm dịch "Truyền thuyết dị kỳ về thần linh phương Đông")
Game đầu tiên trong series, phát hành năm 1996. Game này không phải thuộc loại bắn đạn màn hình dọc như hầu hết các game của series sau này, thay vào đó lối chơi của nó khá giống với trò Arkanoid. Game giới thiệu Hakurei Reimu, nhân vật chính trong toàn bộ series sau này. Reimu đi vào cánh cổng dẫn tới những thế giới khác với ý định tìm kiếm và trừng phạt những người chịu trách nhiệm trong việc đã phá hủy ngôi đền của mình. Người chơi điều khiển một quả âm dương ngọc cùng với những lá bùa để phá hủy các chướng ngại, màn chơi hoàn thành khi tất cả chướng ngại đều bị phá hủy. Nếu người chơi không hoàn thành trước thời gian quy định, đạn sẽ bắt đầu rơi xuống cho tới khi người chơi bị tiêu diệt hoặc hoàn thành màn chơi. Người chơi chiến đấu với trùm trong các màn chơi bằng cách đánh quả âm dương ngọc vào chúng cho tới khi chúng cạn thanh máu.
Story of Eastern Wonderland (東方封魔録 Tōhō Fūmaroku, "Đông Phương Phong Ma Lục", tạm dịch "Ghi chép về những yêu ma bị phong ấn ở phương Đông")
Game thứ hai được phát hành vào tháng 8 năm 1997 tại Comiket 52. Đây là game bắn đạn đầu tiên trong series, và cũng đánh dấu sự ra mắt của Kirisame Marisa với vai trò trùm áp cuối, mà sau này là nhân vật chính quan trọng thứ hai của series chỉ sau Reimu. Reimu trở về sau buổi tập luyện trên núi và thấy rằng ngôi đền của mình đang bị tràn ngập bởi các loại ma và yêu quái. Hứng thú trước cơ hội kiểm tra những khả năng vốn còn non nớt của mình, cô đã mang theo một quả âm dương ngọc, bay bằng cách cưỡi trên lưng con rùa Genjii để tìm hiểu về nguồn gốc của cuộc "xâm lăng" này. Và lối bắn đạn của Story of Eastern Wonderland được duy trì từ đó về sau.
Phantasmagoria of Dim. Dream (東方夢時空 Tōhō Yumejikū, "Đông Phương Mộng Thời Không", tạm dịch "Không gian mộng tưởng phương Đông")
Game này có lối chơi bắn đạn đối đầu hai người chơi tương tự như trò Twinkle Star Sprites, được gọi là bản Touhou thứ ba, game được phát hành vào tháng 12 năm 1997 tại Comiket 53. Khi đó Reimu đã khám phá ra một tàn tích bí ẩn bất ngờ xuất hiện ngay bên ngoài ngôi đền của mình. Có lời đồn rằng người đầu tiên vào được trung tâm của tàn tích sẽ có được một giải thưởng tuyệt vời. Thế là cô tham gia vào những cuộc đối đầu với những người khác vốn cũng muốn khám phá ra bí mật của tàn tích, tuy nhiên thực sự đó chỉ là một tin đồn thất thiệt.
Lotus Land Story (東方幻想郷 Tōhō Gensōkyō, "Đông Phương Ảo Tưởng Hương", tạm dịch "Vùng đất ảo tưởng phương Đông")
Touhou 4, được phát hành vào tháng 8 năm 1998 tại Comiket 54. Tựa game này lần đầu giới thiệu chế độ tập trung (focus), một trong những yếu tố cốt yếu của series sau này, cho phép giảm tốc độ di chuyển của ảnh đại diện nhân vật để tạo điều kiện né đạn. Sau sự kiện của game trước, hòa bình tại Gensokyo không duy trì được lâu. Yêu quái bắt đầu tràn xuống đền Hakurei với một sức mạnh to lớn bắt nguồn từ bên dưới một hồ nước ở trên núi. Cô vu nữ Reimu một lần nữa lên đường tìm kiếm và phá hủy nguồn gốc của sự hỗn loạn, chỉ có điều lần này cô còn có sự đồng hành của một đối thủ cũ. Theo lời ZUN, lúc đó chỉ có khoảng 200 tới 300 bản của game được bán ra.
Mystic Square (東方怪綺談 Tōhō Kaikidan, "Đông phương Quái Ỷ Đàm", tạm dịch "Câu chuyện lãng mạn kỳ bí phương Đông")
Game Touhou thứ năm và cũng là game cuối cùng trên nền PC-98, phát hành tại Comiket 55 (tháng 12 năm 1998). Lần này Mima, trùm cuối của The Story of Eastern Wonderland, và Yuuka, trùm cuối của Lotus Land Story xuất hiện dưới vai trò nhân vật chơi được. Và cũng như những lần trước, dị biến lại xảy ra ở Gensokyo, một lượng khổng lồ yêu quái tràn ra từ một hang động trong lòng núi. Lần theo nguồn gốc của cuộc xâm lăng này, Reimu và những người khác đã đi vào Ma giới và đối đầu với người đứng đằng sau dị biến.

### Dòng Windows

Một ảnh chụp trong game Perfect Cherry Blossom

Scarlet Weather Rhapsody là tựa game Touhou đối kháng thứ hai trong series

Kể từ sau Mystic Square, Touhou Project ngưng phát triển thêm trong gần bốn năm vì khi đó người tạo ra nó, ZUN, đang soạn một số bản nhạc nền cho game Seihou. Sau đó ông đã rời khỏi nhóm và thành lập Team Shanghai Alice, bắt đầu phát triển Touhou trên nền Windows. So với những game thế hệ trước, Touhou trên nền Windows có lối chơi được cải thiện đáng kể. Hầu hết các sản phẩm doujin đều dựa theo những game trong dòng Windows của Touhou.
Embodiment of Scarlet Devil (東方紅魔郷 Tōhō Kōmakyō, "Đông Phương Hồng Ma Hương", tạm dịch "Vùng đất của loài ác ma màu đỏ phương Đông")
Touhou 6 là tựa Touhou đầu tiên trên nền Windows. Đồ họa được cải tiến đáng kể so với dòng PC-98, âm nhạc được đổi từ dạng tổng hợp âm tần biến điệu sang dạng tổng hợp PCM (cùng với bản midi dự phòng), đây là tựa game đầu tiên gây được sức hút với cộng đồng người phương Tây. Cốt truyện, được biết thông qua lời đối thoại của các nhân vật, nói về một dị biến xuất hiện tại Gensokyo - một màn sương mù màu đỏ che phủ bầu trời Gensokyo, khiến khắp nơi không còn ánh mặt trời. Khi đó người chơi trong vai vu nữ Reimu hoặc phù thủy Marisa sẽ lên đường tìm hiểu về nguồn gốc của sương mù. Và cuối cùng phát hiện ra đó là do một con ma cà rồng gây ra.
Perfect Cherry Blossom (東方妖々夢 Tōhō Yōyōmu, "Đông Phương Yêu Yêu Mộng", tạm dịch "Giấc mộng mê hoặc phương Đông")
Tựa game Touhou thứ 7. Hơi khác biệt so với những tựa game Touhou còn lại, tên tiếng Nhật và danh hiệu tiếng Anh của game không liên quan tới nhau. Khi đó Gensokyo trải qua một mùa đông kéo dài đột ngột khi mà đã vào tháng 5 mà vẫn không thấy dấu hiệu của mùa xuân, khiến các cư dân nghi ngờ có người cố tình gây ra điều này. Trong vai Reimu, Marisa hoặc cô hầu gái Izayoi Sakuya, người chơi sẽ lên đường tìm hiểu xem ai là người đứng sau việc ngăn cản mùa xuân đến với Gensokyo. Perfect Cherry Blossom cũng đi theo truyền thống và cũng là nét độc đáo của các game Touhou nói chung, đó là nhân vật trong tựa game trước được xuất hiện lại với vai trò mới mà ở đây là Sakuya, cô là hầu gái phục vụ cho Remilia Scarlet, vốn chính là chủ mưu đứng sau sự kiện Embodiment of Scarlet Devil và từng ít nhất hai lần chạm mặt nhân vật chính. Ngoài ra phải kể tới Alice Margatroid, từng xuất hiện trong Touhou 5 Mystic Square.
Immaterial and Missing Power (東方萃夢想 Tōhō Suimusō, "Đông Phương Tụy Mộng Tưởng, tạm dịch "Tụ hợp giấc mộng và suy nghĩ phương Đông")
Tựa game Touhou 7.5 này được làm với sự hợp tác của Twilight Frontier, nó được phát hành sau Touhou 8 Imperishable Night nhưng vẫn được gọi là Touhou 7.5 vì sự kiện trong Immaterial and Missing Power diễn ra trước. Không như các tựa game Touhou trước, Touhou 7.5 (và nói chung là mọi tựa game Touhou có phần thập phân đằng sau số thứ tự sau này) có cách chơi hoàn toàn mới, trong trường hợp này là thể loại game đối kháng 2D. Và mặc dù Team Shanghai Alice chỉ chịu trách nhiệm về cốt truyện và một phần âm nhạc trong game, đây vẫn là một tựa game Touhou chính thức.
Cốt truyện của game kể về việc trong một khoảng thời gian Gensokyo bị cuốn vào chuỗi ngày tiệc tùng liên miên và đồng thời có một loại sương mù lạ xuất hiện. Những nhân vật chính sẽ lên đường tìm hiểu nguyên do của sự việc, và cuối cùng họ gặp được chủ mưu, đó là Ibuki Suika.Các nhân vật chơi được trong game này hầu hết được lấy từ các tựa game trước, Hakurei Reimu, Kirisame Marisa, Alice Margatroid, Konpaku Youmu (trùm màn thứ năm của Perfect Cherry Blossom), Izayoi Sakuya, Patchouli Knowledge (trùm màn thứ tư từ Embodiment of Scarlet Devil). Ngoài ra trong quá trình chơi, Remilia Scarlet, Saigyouji Yuyuko (trùm cuối của Perfect Cherry Blossom), Hong Meiling (trùm màn thứ ba của Embodiment of Scarlet Devil) và Ibuki Suika có thể được mở khóa (riêng Meiling thì được thêm vào thông qua một bản vá chính thức).
Imperishable Night (東方永夜抄 Tōhō Eiyashō, "Đông Phương Vĩnh Dạ Sao", tạm dịch "Bức tranh màn đêm vĩnh hằng phương Đông")
Tựa game Touhou thứ 8. Nó được phát hành tại Comiket 66 vào tháng 8 năm 2004. Vào thời điểm này ở Gensokyo đang là lễ hội ngắm trăng, tuy nhiên có vẻ ai đó đã thay thế mặt trăng này bằng một mặt trăng giả khác vì nó không hoàn toàn tròn. Thông qua một phép thuật cực mạnh khiến màn đêm ngừng trôi, những nhân vật chính, được phân thành từng đội, đã lên đường tìm hiểu sự việc. Và mặc dù trong quá trình chơi người chơi có thể chọn một trong bốn đội khác nhau, thực tế trong cốt truyện chỉ có duy nhất đội mà "người chơi chọn" là lên đường điều tra khiến cho nhiều tranh cãi diễn ra về thông tin này.
Trong sự kiện này có tổng cộng bốn đội đã tham gia: Đội Ảo Tưởng Kết Giới (幻想の結界チーム) của Hakurei Reimu và Yakumo Yukari, đội Cấm Chú Vịnh Xướng (禁呪の詠唱チーム) của Kirisame Marisa và Alice Margatroid, đội Mộng Huyễn Hồng Ma (夢幻の紅魔チーム) của Izayoi Sakuya và Remilia Scarlet, cuối cùng là đội U Minh Trụ Nhân (幽冥の住人チーム) của Konpaku Youmu và Saigyouji Yuyuko. Và kẻ địch cuối cùng mà họ phải đối mặt là những người mặt trăng.
Phantasmagoria of Flower View (東方花映塚 Tōhō Kaeizuka, "Đông Phương Hoa Ánh Trủng", tạm dịch "Gò đất in bóng hoa của phương Đông")
Đây là tựa game Touhou 9. Được phát hành tại Comiket 68 vào tháng 8 năm 2005. Tựa game này có cách chơi giống với Touhou 3 Phantasmagoria of Dim.Dream với thể loại bắn đạn đối đầu hai người. Tại thời điểm diễn ra sự kiện, toàn bộ hoa ở Gensokyo đều nở rộ bất chấp việc trái mùa cùng với những điều kiện khác. Những nhân vật lên đường tìm hiểu sự kiện này ngoài những nhân vật quen thuộc thì còn có thêm những nhân vật mới xuất hiện trong Imperishable Night, ngoài ra còn có những nhân vật hoàn toàn mới, bao gồm Shameimaru Aya, Onozuka Komachi và Eiki Shiki Yamaxanadu.
Shoot the Bullet (東方文花帖 Tōhō Bunkachō, "Đông Phương Văn Hoa Thiếp", tạm dịch "Cuộn giấy của văn chương và những bông hoa phương Đông")
Tựa game Touhou thứ 9.5 này được phát hành vào tháng 12 năm 2005 tại Comiket 69. Đây là phiên bản game của cuốn fan-book chính thức "Bohemian Archive in Japanese Red". Người chơi vào vai tengu Shameimaru Aya sẽ lên đường gặp nhiều nhân vật khác nhau khắp Gensokyo, chụp ảnh của họ để đăng vào bài viết của mình bất chấp việc phải ngụp lặn giữa mưa đạn của họ. Trò chơi có lối chơi hoàn toàn mới, người chơi không bắn đạn, không có bom, chỉ có duy nhất một chiếc máy ảnh với khả năng phá hết đạn trong phạm vi chụp của nó. Điểm số trong game không dựa vào việc gây sát thương (người chơi vốn không có khả năng gây sát thương cho trùm) mà dựa vào những tiêu chí về bức ảnh mà cô chụp được. Đây là một trong số ít những tựa game (tới giờ là ba tựa) không có sự góp mặt của Reimu với vai trò nhân vật chính / nhân vật chơi được, thậm chí cô còn không xuất hiện trong vai trò kẻ địch.
Mountain of Faith (東方風神録 Tōhō Fūjinroku, "Đông Phương Phong Thần Lục", tạm dịch "Những ghi chép của thần gió phương Đông")
Đây là tựa game Touhou 10. Nó được phát hành vào ngày 17 tháng 8 năm 2007 tại Comiket 72. Tựa game được phát hành trên Steam vào ngày 6 tháng 6 năm 2020. Trong sự kiện này một nhân vật bí ẩn xuất hiện tại đền Hakurei và yêu cầu Reimu phải đóng cửa ngôi đền này, nếu không vị thần mới tới trên đỉnh núi Youkai sẽ phá hủy và tiếp quản nó. Hiển nhiên Reimu không chấp nhận và cô cùng Marisa lên đường tới núi Youkai tìm tới vị thần đó để giải quyết vấn đề.
Scarlet Weather Rhapsody (東方緋想天 Tōhō Hisōten, "Đông Phương Phi Tưởng Thiên", tạm dịch "Cõi trời phi tưởng phương Đông")
Đây là tựa game đối kháng thứ hai sau Immaterial and Missing Power và là bản Touhou thứ 10.5 , được làm bởi sự phối hợp của Team Shanghai Alice và Twilight Frontier. Touhou 10.5 được phát hành ngày 25 tháng 5 năm 2008. Câu chuyện game xoay quanh những hiện tượng thời tiết bất thường xảy ra ở khắp nơi ở Gensokyo, và một trận động đất đã phá hủy hoàn toàn đền Hakurei. Nhiều nhân vật đã lên đường điều tra sự việc này, và bằng nhiều cách khác nhau, họ đã tìm ra được người chủ mưu của sự việc, đó là một thiên nhân cư ngụ nơi cõi Bhavaagra, ngay trên đỉnh của núi Youkai. Tựa game này có nhiệu sự thay đổi lớn về hệ thống chiến đấu, hệ thống thẻ và đặc biệt là việc thêm vào hệ thống thời tiết.
Subterranean Animism (東方地霊殿 Tōhō Chireiden, "Đông Phương Địa Linh Điện", tạm dịch "Cung điện của những linh hồn đất phương Đông")
Đây là tựa game Touhou thứ 11. Được giới thiệu lần đầu vào ngày 1 tháng 5 năm 2008. Bản demo của game được giới thiệu tại Reitaisai 5 cùng với bản đầy đủ của Scarlet Weather Rhapsody, đến 16 tháng 6 năm 2008 tại Comiket 74, bản chính thức của được phát hành. Tựa game được phát hành trên Steam vào ngày 6 tháng 6 năm 2020. Cốt truyện kể về một mạch nước phun bất ngờ phun trào, mang theo những oán linh từ dưới lòng đất và tạo thành một mối đe dọa, khi đó Reimu và Marisa, được sự nhờ vả của những yêu quái khác, đã lên đường đi xuống dưới lòng đất để điều tra sự việc đang diễn ra. Họ có sự giúp sức của các yêu quái và liên lạc thông qua một thiết bị do Yukari tạo ra. Những nhân vật giúp sức cho Reimu bao gồm Yukari, Suika và Aya, trong khi đó những nhân vật giúp sức cho Marisa bao gồm Alice, Patchouli và Nitori.
Undefined Fantastic Object (東方星蓮船 Tōhō Seirensen, "Đông Phương Tinh Liên Thuyền, tạm dịch "Con thuyền của tinh tú và hoa sen phương Đông")
Đây là tựa game Touhou thứ 12. Nó được giới thiệu vào ngày 26 tháng 2 năm 2009 và bản chính thức được phát hành vào ngày 8 tháng 3 năm 2009, Reitaisai 6. Tựa game được phát hành trên Steam vào ngày 6 tháng 6 năm 2020.  Khi mùa xuân vừa mới đến trên Gensokyo, một vật thể to lớn mà thực tế là một con thuyền khổng lồ xuất hiện trên bầu trời. Ba người đã lên đường tìm hiểu con tàu đó với các mục đích khác nhau, bao gồm Reimu, Marisa và Sanae (xuất hiện trong vai trò trùm màn thứ năm của Mountain of Faith), trên đường đi họ đã gặp những và thu thập vật thể kỳ lạ mà trong mắt họ đó là những vật thể bay không xác định với đủ mọi loại màu sắc, kéo theo cuộc chạm mặt với những nhân vật khác người muốn lấy những vật thể đó. Sau cùng khi vào được trong thuyền, họ mới biết con thuyền này đang đi tới Hokkai, và những vật thể đó hóa ra lại là những mảnh ghép dùng để phá vỡ phong ấn của một pháp sư được nhiều yêu quái tôn thờ.
Touhou Hisōtensoku (東方非想天則 〜 超弩級ギニョルの謎を追え Tōhō Hisōtensoku ~ Chōdokyū Ginyoru no Nazo wo Oe, tạm dịch "Những phép tắc của cõi trời phi tưởng phương Đông ~ Theo dấu những bí ẩn về sinh vật khổng lồ")
Tựa game Touhou 12.3 này là sản phẩm hợp tác thứ tư của Team Shanghai Alice và Twilight Frontier. Nó được giới thiệu lần đầu vào ngày 23 tháng 7 năm 2009 và được phát hành vào ngày 15 tháng 8 cùng năm tại Comiket 76. Game giới thiệu tăng cường hệ thống thời tiết và nhiều nâng cấp khác về lối chơi. Người chơi có thể liên kết game này với Scarlet Weather Rhapsody (nếu có sẵn) để có thể chơi được toàn bộ nhân vật có trong Scarlet Weather Rhapsody. Tổng cộng năm nhân vật mới được thêm vào, ba trong số đó bao gồm Kochiya Sanae, Cirno và Hong Meiling là có cốt truyện mới, hai nhân vật còn lại là Reiuji Utsuho và Moriya Suwako. Sự kiện trong game diễn ra khi có bóng của một sinh vật khổng lồ xuất hiện trong Gensokyo, xuất hiện và biến mất không một dấu vết. Hành trình lần theo sinh vật đó của Sanae và Cirno đã dẫn tới hai sự giải thích khác nhau về sinh vật khổng lồ. Riêng Meiling thì toàn bộ hành trình của cô chỉ là một giấc mơ. Đây là tựa game duy nhất tời giờ không có tên tiếng Anh mà chỉ được gọi theo phiên âm.
Double Spoiler (ダブルスポイラー 〜 東方文花帖 Daburu Supoiraa ~ Tōhō Bunkachō, "Double Spoiler ~ Đông Phương Văn Hoa Thiếp")
Đây là tựa game Touhou 12.5, được ZUN giới thiệu vào ngày 3 tháng 3 năm 2010. Tựa game được phát hành ngày 14 tháng 3 năm 2010 tại Reitaisai 7. Nó có cách chơi giống như Touhou 9.5 Shoot the Bullet, và một lần nữa Aya lại là nhân vật trung tâm. Toàn bộ các nhân vật xuất hiện kể từ sau Mountain of Faith đều có mặt trong game này, cùng với một nhân vật mới xuất hiện dưới vai trò là đối thủ cạnh tranh trực tiếp của Aya, Himekaidou Hatate.
Fairy Wars (妖精大戦争 〜 東方三月精 Yōsei Daisensō ~ Tōhō Sangetsusei, "Yêu Tinh Đại Chiến tranh ~ Đông Phương Tam Nguyệt Tinh", tạm dịch "Cuối chiến lớn giứa các tiên nữ ~ Bộ ba tiên nũ phương Đông")
Đây là tựa game Touhou 12.8 trong series. Game được ZUN giới thiệu vào ngày 23 tháng 7 năm 2010. Tựa game này là phần tiếp theo của series manga Touhou Sangetsusei và được phát hành vào ngày 14 tháng 8 năm 2010 tại Comiket 78. Toàn bộ game nói về một cuộc "chiến tranh" diễn ra giữa Cirno và bộ ba tiên nữ Sunny Milk, Luna Child và Star Sapphire. Thay cho hệ thống bom truyền thống, Cirno có khả năng "đóng băng" đạn của kẻ địch.
Ten Desires (東方神霊廟 Tōhō Shinreibyō, "Đông Phương Thần Linh Miếu", tạm dịch "Ngôi miếu của những linh hồn thần thánh phương Đông")
Tựa game Touhou 13 này được giới thiệu vào ngày 28 tháng 2 năm 2011. Bản demo được dự kiến phát hành vào ngày 13 tháng 3 năm 2011, tuy nhiên đã bị hoãn do sự kiện một trận động đất diễn ra vào cùng năm. Sau đó bản chính thức của game được phát hành vào Comiket 80, ngày 13 tháng 8 năm 2011. Ngoài sự xuất hiện của ba nhân vật chính quen thuộc từng có mặt trong Undefined Fantastic Object: Reimu, Marisa và Sanae thì Youmu lần thứ hai được xuất hiện dưới vai trò nhân vật chơi được trong một game bắn đạn của Touhou, khá lâu kể từ Imperishable Night. Trong tựa game này, dù mỗi người có một mục đích khác nhau, họ đều lần theo dấu vết của những linh hồn thần thánh xuất hiện ngày càng nhiều ở Gensokyo, và cuối cùng vào được một lăng mộ cổ xưa, nơi có một vị thánh đang chuẩn bị thức giấc.
'Hopeless Masquerade (東方心綺楼 Tōhō Shinkirou, "Đông Phương Tâm Ỷ Lâu", tạm dịch "Ngọn tháp của trái tim tươi đẹp phương Đông")
Đây là tựa game Touhou 13.5 và cũng là tựa game đối kháng thứ tư trong series. Bản demo của game được phát hành vào tháng 12 năm 2012 tại Comiket 83 và bản chính thức được phát hành vào ngày 26 tháng 5 năm 2013. Một lần nữa Team Shanghai Alice và Twilight Frontier lại hợp tác trong tựa game này. Game là một bước nhảy vọt lớn về mọi mặt, từ thiết kế nhân vật, môi trường và cách thức chiến đấu. Trong game, sự rối loạn của một yêu quái có khả năng điều khiển cảm xúc đã khiến toàn bộ con người mất đi hy vọng của họ, và dẫn tới một loạt các trận chiến của những nhân vật trong Gensokyo nhằm truyền bá tôn giáo của mình.
Double Dealing Character (東方輝針城 Touhou Kishinjō, "Đông Phương Huy Châm Thành", tạm dịch "Tòa thành của mũi kim chói sáng phương Đông")
Đây là tựa game Touhou thứ 14 trong series, được giới thiệu bởi ZUN vào ngày 11 tháng 5 năm 2013. Bản dùng thử của game được phát hành vào ngày 26 tháng 5 năm 2013 tại Reitaisai 10 và bản chính thức được phát hành vào ngày 12 tháng 8 năm 2013 tại Comiket 84. Ở Gensokyo những yêu quái vốn hiền lành bất ngờ nổi loạn, kèm theo đó là những biểu hiện kỳ lạ của vũ khí của các nhân vật chính. Lần này Sakuya được trở lại làm nhân vật chơi được trong game, cô cùng với Reimu và Marisa lên đường tìm hiểu sự việc đang xảy ra và kẻ chủ mưu đằng sau nó. Sau cùng họ tìm thấy một toàn lâu đài khổng lồ bị lật ngược đang trôi nổi trên bầu trời, cùng hai nhân vật với âm mưu lật đổ hệ thống xã hội: Kijin Seija và Sukuna Shinmyoumaru.
Impossible Spell Card (弾幕アマノジャク Danmaku Amanojaku, "Đạn Mạc Thiên Tà Quỷ")
Đây là tựa game thứ 14.3, được giới thiệu vào ngày 12 tháng 4 năm 2014 và phát hành vào ngày 11 tháng 5 năm 2014 tại Reitaisai 11. Tựa game được phát hành trên Steam vào ngày 1 tháng 4 năm 2019. Vẫn là thể loại bắn đạn quen thuộc, nhưng lần này nhân vật chính của game lại là nhân vật phản diện chính của Double Dealing Character - Seija. Giờ cô đang bị săn tìm khắp nơi trong Gensokyo và phải đối mặt với những yêu quái và con người đang muốn bắt cô bằng những loại spell card không thể vượt qua. Tuy nhiên Seija không khuất phục và dùng các loại vật phẩm "ăn gian" để chống trả.
Urban Legend in Limbo (東方深秘録 Touhou Shinpiroku, "Đông Phương Thâm Bí Lục", tạm dịch "Ghi chép về những sự kiện bí ẩn phương Đông")
Đây là tựa game thứ 14.5, được giới thiệu vào Comiket 87 và phát hành vào Reitaisai 12 (10/5/2015). Trò chơi sau đó chính thức phát hành lên hệ máy PS4 vào ngày 8 tháng 12 năm 2016, trở thành game Touhou đầu tiên được phát hành trên hệ máy này và trên một video game console. Đây là thể loại game đối kháng tương tự như Touhou 13.5. Hình vẽ nhân vật được thực hiện bởi Harukawa Moe. Cốt truyện của game đặc biệt phức tạp với sự liên kết giữa các sự kiện rời rạc của những tựa game và ấn phẩm trước đó. Dị biến trong game xoay quanh sự xuất hiện của những "quả cầu bí ẩn" (Occult Ball) mang khả năng mở ra kết giới của Gensokyo, cho phép sự qua lại giữa nơi đây và thế giới thực tại, vốn từ trước tới nay được cho là không thể.
Legacy of Lunatic Kingdom (東方紺珠伝 Touhou Kanjuden, "Đông Phương Cám Châu Truyền", tạm dịch "Truyền thuyết phương Đông về tinh cầu màu xanh biếc")
Đây là tựa game thứ 15, với bản dùng thử được phát hành vào Reitaisai 12 cùng với bản chính thức Urban Legend in Limbo và bản chính thức được ra mắt vào Comiket 88 (ngày 14/8/2015). Reisen lần đầu tiên xuất hiện với vai trò nhân vật chính, cùng với Reimu, Marisa và Sanae. Cốt truyện của game liên quan tới sự kiện những cư dân ở mặt trăng đối mặt với cuộc tấn công của một kẻ thù hùng mạnh liên minh với một vị thần điều khiển Địa Ngục của các thế giới. Các cư dân ở mặt trăng đã phải rời khỏi Nguyệt Đô và đi vào Mộng Giới. Trong khi tính toán cách lấy lại Nguyệt Đô, họ còn có một kế hoạch khác là chiếm lấy Ảo Tưởng Hương để xây dựng Nguyệt Đô mới. Nhưng sau cùng kế hoạch đã biến chuyển, và nhân vật chính, với tên gọi "những con người đến từ tinh cầu màu xanh biếc" đã giúp đỡ cư dân mặt trăng đẩy lùi kẻ thù tấn công, và giải quyết vấn đề của cả hai bên.

Một cảnh trong Antinomy of Common Flower

Antinomy of Common Flower(東方憑依華   Touhou Hyouibana, "Đông Phương Bằng Y Hoa",tạm dịch "Đóa hoa chiếm hữu của phương Đông")
Đây là tựa game thứ 15.5,  được giới thiệu lần đầu vào ngày 11 tháng 12 năm 2016 và được bán chính thức tại Comiket 93 (tháng 12 năm 2017). Tương tự như "Urban Legend in Limbo", game cũng thuộc thể loại đối kháng và được vẽ nhân vật bởi Harukawa Moe. Cốt truyện xoay quanh một dị biến mang tên "Chiếm hữu hoàn toàn" (hiện tượng mà một người chiếm được hoàn toàn cả thể xác và linh hồn của người khác) mà kẻ chủ mưu là Thần Bệnh Dịch - Yorigami Joon và Thần Nghèo Đói - Yorigami Shion. Đây cũng là cái kết cho chuỗi sự  kiện bắt đầu từ "Urban Legend in Limbo".
Hidden Star in Four Seasons'' (東方天空璋 Touhou Tenkuushou, "Đông Phương Thiên Không Chương", tạm dịch "Nửa khối ngọc bội bầu trời phương Đông")
Đây là tựa game thứ 16, với bản dùng thử được phát hành vào Reitaisai 14 và bản chính thức được ra mắt vào Comiket 92 (ngày 11/8/2017). Dù đang là giữa mùa hè nhưng Ảo Tưởng Hương tràn ngập với bốn mùa lẫn lộn, mùa hoa anh đào rơi tại Bác Lệ Thần Xã, tuyết phủ đầy Rừng Ma thuật và Núi Yêu Quái ngập trong lá mùa thu, đặc biệt tiên nữ hoạt động nhiều hơn thường. Nhân vật chính lên đường giải quyết dị biến tìm kẻ chủ mưu.
Violet Detector (秘封ナイトメアダイアリー Hifuu Nightmare Diary, Bí Phong Ác Mộng Nhật Ký)
Đây là tựa game thứ 16.5, được phát hành vào ngày 10 tháng 8 năm 2018. Cũng như Shoot the Bullet  và Double Spoiler, game thuộc thể loại chụp ảnh danmaku, chỉ khác ở chỗ nhân vật chơi được lại là Usami Sumireko.
Wily Beast and Weakest Creature (東方鬼形獣 Touhou Kikeijuu, "Đông Phương Quỷ Hình Thú", tạm dịch "Loài quỷ hình thú ở phương Đông")
Đây là tựa game thứ 17, với bản dùng thử dự định được phát hành vào Reitaisai 16 và bản chính thức vào Comiket 96 tháng 8 năm 2019). Một lượng lớn hồn thú tràn ra từ Địa ngục với kế hoạch chiếm lấy mặt đất, ba nhân vật chính đồng hành cùng những con hồn thú đồng minh xuống Địa ngục để giải quyết mối hiểm họa này.
Suibotsushita Chinshuu Jigoku (東方剛欲異聞 Touhou  Gouyoku Ibun, "Đông Phương Cương Dục Dị Vấn", tạm dịch "Vấn đề kì dị ở Phương Đông cần sự cứng rắn")
Đây là tựa game thứ 17.5, với bản dùng thử thứ nhất được phát hành vào ngày 6 tháng 10 năm 2019 (Retaisai mùa thu) và một bản dùng thử thứ hai vào 31 tháng 12 năm 2019 (Comiket mùa đông).

## Lối chơi

### Cơ chế chiến đấu
Như mọi tựa game bắn đạn thông thường, người chơi sẽ điều khiển nhân vật chính bắn đạn vào kẻ địch và đánh bại chúng. Và cũng như mọi tựa game bắn đạn trong địa ngục đạn, người chơi sẽ phải ngụp lặn trong một lượng lớn đạn mà kẻ địch dùng để tấn công, người chơi Touhou vẫn thường hay gọi là "mưa đạn" hay "biển đạn", tên gọi chính thức của chúng là danmaku (弾幕 danmaku, "màn đạn" hoặc "bắn đạn theo màn"). Người chơi có thể thu thập các vật phẩm rơi ra từ kẻ địch (hoặc từ một số nguồn khác) để tăng sức mạnh đạn của mình, tăng điểm số đạt được, có thêm bom hoặc thêm mạng.
Touhou cũng có nhiều điểm đặc trưng. Thứ nhất là nhân vật luôn có "kích thước thật", với tên gọi khác là hitbox, nhỏ hơn kích thước của hình đại diện, nghĩa là về cơ bản nhân vật trên thực tế "nhỏ" hơn những gì chúng ta tưởng tượng, và không chỉ nhân vật mà ngay cả đạn cũng có hitbox nhỏ hơn kích thước mà chúng ta nhìn thấy, khiến cho người xem, nếu không biết rõ, sẽ hoàn toàn choáng ngợp bởi lượng đạn bắn ra trong Touhou trong khi người chơi thì có thể "đi" qua lớp lớp đạn mà vẫn toàn mạng. Thứ hai là khả năng "đi chậm" hay "tập trung" (chế độ focus), khả năng focus (giữ nút Shift trong quá trình chơi) cho phép nhân vật đi chậm lại, thực hiện những pha "lướt" qua đạn, ngoài ra trong chế độ focus, cách bắn của người chơi cũng sẽ thay đổi, trở nên tập trung hơn, phù hợp trong khi đánh với Middle Boss và Boss giữa và cuối trận đấu. Thứ ba là chỉ số "lướt đạn" (graze), thể hiện qua việc để đạn sượt qua nhân vật ở cự ly gần, chỉ số này giúp tăng điểm số cho người chơi, gián tiếp cổ vũ người chơi đương đầu với đạn thay vì chọn một vị trí an toàn nào đó và bắn một cách thụ động. Các game Touhou sau này tồn tại một ranh giới nằm ở khoảng trên màn hình, có tên gọi "đường ranh giới thu thập" (item get border line) hay "điểm thu thập" (point of collection), mỗi khi nhân vật đi qua ranh giới này, toàn bộ vật phẩm sẽ tự được nhân vật hút về bất kể vị trí của chúng trên màn hình.

### Spell card
Cả trùm và người chơi đều có thể sử dụng những vũ khí đặc biệt với tên gọi spell card (スペルカード Superukādo, tạm dịch "Thẻ phép thuật"), spell card của người chơi trong các game bắn đạn thì thường hay được gọi bằng "bom" (bomb). Mỗi loại bom có một năng lực và cách hoạt động khác nhau, nhưng tất cả chúng đều có điểm chung là có khả năng phá đạn, khiến nhân vật bất tử và hầu hết đều gây sát thương lên kẻ địch. Bom là loại kỹ năng được dùng có giới hạn và nếu dùng bom ngay tại thời điểm ngắn khi nhân vật bị trúng đạn (thường được gọi bằng tên "ranh giới giữa sống và chết" - "border between life and death") thì có thể ngăn không cho nhân vật bị tiêu diệt, động tác này thường được gọi là "phản công bằng bom" (counter-bomb).
Đối với trùm thì spell card được dùng theo một cách khác. Mỗi trùm thường có hai cách thức tấn công, cách "thông thường" (non-spell card) và cách dùng spell card, và thời gian của mỗi loại tấn công được thể hiện thông qua các thanh máu, trùm luôn khởi đầu với cách tấn công thông thường và đầy thanh máu, khi thanh máu này cạn hết, spell card sẽ được sử dụng - một thanh máu mới xuất hiện và trùm tấn công với những đường đạn mới. Khi thanh máu đó cạn thì spell card coi như chấm dứt, và trùm sẽ chuyển về cách tấn công thường hoặc tiếp tục dùng spell card khác. Nếu spell card chấm dứt trước thời gian quy định và người chơi không mất mạng hay bom trong quá trình đó, spell card đó sẽ được coi là đã bị "nắm bắt" (captured) và người chơi sẽ có điểm thưởng. Trùm ở màn chơi càng cao thì càng có nhiều spell card, cũng có nghĩa là càng có nhiều thanh máu và cần nhiều thời gian hơn để đánh bại.
Không phải loại spell card nào cũng có thanh máu, một số loại spell card (hầu hết là của các trùm cấp cao) khiến trùm bất tử hoàn toàn trong quá trình sử dụng, và người chơi không có cách nào khác ngoài việc phải trụ tới khi spell card đó hết thời gian sử dụng (timeout), ngược lại cũng có những spell card không có thời gian hoạt động giới hạn, nghĩa là người chơi chỉ có cách bắn không ngừng cho tới khi spell card đó chấm dứt, chúng được gọi là "no-timeout spell card". Đa số spell card lặp lại một số đường đạn nhất định, nhưng cũng có một số loại spell card có đường đạn khó dần (dày hơn, nhanh hơn, lắt léo hơn) theo thời gian hoạt động, và gần như toàn bộ spell card "timeout" đều thuộc loại thứ hai này. Một số trùm có các spell card vô cùng khó và người chơi chỉ có thể gặp chúng khi thỏa mãn một số điều kiện nhất định, chúng là các spell card mạnh nhất của trùm và được gọi bằng "last word".

### Chế độ chơi
Touhou có bốn loại mức độ - 'Easy' (dễ), 'Normal' (vừa), 'Hard' (khó) và 'Lunatic' (điên cuồng) - với độ khó lần lượt tăng dần. Bất kể độ khó thể nào, các game Touhou bắn đạn thuần túy luôn có sáu màn chơi, ngoại trừ Embodiment of Scarlet Devil thì chỉ có năm nếu người chơi chọn độ khó 'easy'. Tùy thuộc vào độ khó mà những đường đạn mà kẻ địch bắn ra sẽ khó hơn, và trong một số trường hợp trùm ở độ khó cao hơn sẽ có những spell card mới trong khi cũng trùm đó, màn đó, ở độ khó thấp hơn thì lại không có. Đôi khi spell card có đường đạn tương tự nhau nhưng ở cấp độ khác nhau thì lại có tên khác nhau.
Nếu người chơi đánh bại được cả sáu màn chơi mà không dùng bất kỳ lượt "tiếp tục" (continue) tại bất kỳ cấp độ nào khó hơn 'normal', họ sẽ mở khóa được màn chơi mới ứng với nhân vật mà họ chọn, các ngoại lệ trong đó người chơi vẫn mở được màn chơi trong cấp độ 'easy' bao gồm Story of Eastern Wonderland, Mystic Square, Perfect Cherry Blossom, Imperishable Night, Fairy Wars và Double Dealing Character. Màn chơi mới này có tên gọi "màn thưởng" (Extra stage) và có độ khó 'extra', không có mức độ so sánh giữa 'Extra' và bốn độ khó kia, tuy nhiên có thể nhận định độ khó 'extra' nằm trong khoảng đâu đó từ 'normal' cho tới 'lunatic'.
Trong Perfect Cherry Blossom, nếu đánh bại được màn thưởng người chơi sẽ tiếp tục mở khóa được màn khó nhất có tên "màn ảo tưởng" (Phantasm stage), màn chơi này hiện tại chỉ xuất hiện duy nhất trong Perfect Cherry Blossom và có độ khó 'Phantasm', mức độ này vô cùng khó và nó thường được dùng để đặt làm mức độ của các màn chơi cực khó khác do người hâm mộ tự làm. Ngoài ra trong Ten Desires, trong chế độ đấu tập với spell card người chơi có thể trải nghiệm một loại spell card cực mạnh của trùm, độ khó của những spell card này là 'Overdrive'.

### Bảng chú giải

#### 1CC (one credit clear)
Hoàn thành màn chơi mà không mất hết mạng. Nó cũng là điều kiện cần để mở khóa màn Extra

#### 1LC (one lives clear)
Tương tự như 1CC nhưng khó hơn: hoàn thành màn chơi mà không mất mạng nào.

#### Player's Spell Card (Bomb)
Một loại vũ khí được trao cho người chơi có khả xóa sạch đạn mạc của đối thủ, gây ra lượng sát thương lớn và có khả năng bất tử tạm thời. Sức mạnh của quả bom được bù đắp bởi sự thiếu sẵn có của nó, với hầu hết các nhân vật chơi được thường bắt đầu bằng hai. Trong Mountain of Faith và Subterranean Animism, bom không được cung cấp cho bộ đếm của riêng chúng, mà thay vào đó nó tiêu thụ một phần lực bắn của người chơi. Từ Imperishable Night trở đi, chúng được gọi là Bài Phép.

#### Capture
Sinh tồn trước Spell Card của đối thủ mà không bị trúng đạn, dùng bom hay hết giờ.

#### Deathbomb
Dùng bom ngay khi bị trúng đạn một cách tức thời (thông thường là trong khoảng 8 khung hình), bảo vệ người chơi khỏi nguy cơ mất mạng.

#### Extra Stage
Màn cuối cùng của mỗi bản game Touhou, được mở khóa sau khi hoàn thành được 1CC của màn chơi chính. Màn Extra thường ngắn hơn, nhưng đồng thời lại khó hơn so với màn chơi chính.

#### Focus Mode
Là một khả năng có thể kích hoạt bất kỳ lúc nào, nó sẽ giảm tốc độ của người chơi, khiến việc điều khiển trở nên dễ dàng hơn. Từ bản Touhou 7 trở đi, chế độ tập trung sẽ làm hiện hitbox và tập trung hỏa lực vào hướng trực diện người chơi.

#### Graze
Số lượng điểm lướt đạn khi người chơi lướt qua đạn mạc của đối thủ.

#### Hitbox
Là điểm chấm sáng của Sprite người chơi, nếu bị trúng đạn thì người chơi sẽ bị mất mạng.

#### Item
Là các vật phẩm được rơi ra khi người chơi tiêu diệt được các con lính, midboss hoặc boss. Đó có thể là các điểm số, sức mạnh, hoặc các mảnh bom, bom và các mảnh mạng, mạng, giúp ích cho người chơi trong việc hoàn thành các bản game Touhou Danmaku.

#### Shot
Phương thức tấn công chính của người chơi. Mỗi trò chơi Windows Touhou cung cấp cho mỗi nhân vật ít nhất hai kiểu bắn để lựa chọn.

#### Slow mode
Một tính năng tùy chọn trong một số trò chơi Touhou sẽ giảm tốc độ khung hình khi đạt đến một số lượng lớn đạn nhất định trên màn hình. Nhược điểm của nó là các phần phát lại của các bản chơi áp dụng chức năng này, sẽ không được lưu.

#### Point of Collection
Là một tính năng của các bản Touhou Windows về sau, khi người chơi ở trạng thái đầy sức mạnh (thường là chỉ số sức mạnh 4.00), và khi di chuyển lên nửa phía trên của màn hình chơi game, nó sẽ tự động hút lấy tất cả các vật phẩm trên màn hình (trừ các vật phẩm kiểu các mảnh vỡ UFO ở Touhou 12 và các mảnh hồn thú ở Touhou 17) về phía người chơi. Nó giúp cho người chơi không cần thực hiện việc lướt đạn nhiều để lấy các vật phẩm khó kiếm, hoặc các vật phẩm ở các vị trí nguy hiểm (mặc dù dùng bom vẫn có các tác dụng đó).

#### Spell Card
Một cái tên cho các chiêu thức tấn công đặc biệt của các midboss và boss khi gần hết thanh máu, các phase cuối cùng, hay các midboss của màn Extra. Người chơi có thể dùng các Spell Card của mình như một quả Bom.

## Cốt truyện

### Bối cảnh
Cốt truyện của Touhou Project xoay quanh những dị biến xảy ra trong một vùng đất hư cấu tên là Gensokyo (幻想郷 Gensōkyō, "Ảo Tưởng Hương", nghĩa là "vùng đất của ảo tưởng"), đây là một nơi nằm tách biệt với thế giới bên ngoài và bị cô lập bên trong một kết giới với tên gọi Đại kết giới Hakurei (博麗大結界 Hakurei Dai-Kekkai, "Bác Lệ Đại Kết Giới"). Trong quá khứ xa xưa nơi đây đầy rẫy những yêu quái, vì thế nơi đây vô cùng nguy hiểm với con người và không ít người đã bỏ mạng tại đây, tuy nhiên nơi đây cũng tập hợp những con người có thực lực chuyên săn tìm và tiêu diệt các yêu quái. Dần dần cán cân nghiên về phía con người, và số lượng người cư trú ở đây bắt đầu gia tăng. Cho tới thời điểm 500 năm về trước tính từ dị biến trong Embodiment of Scarlet Devil, một yêu quái hùng mạnh tên là Yakumo Yukari đã lập ra "ranh giới giữa hiện thực và ảo tưởng" để bảo vệ thế cân bằng và sự tồn tại của yêu quái. Nó được gọi là "Kế hoạch khuếch trương của yêu quái" (妖怪拡張計画 "Yêu quái khuếch trương kế hoạch"), biến Gensokyo thành một thế giới tưởng tượng và ngay lập tức nó đã thu hút các yêu quái vốn đang ở thế yếu ở thế giới bên ngoài. Ngoài ra, mọi thứ có sự lãng quên của thế giới bên ngoài như động vật đã bị tuyệt chủng, những đồ vật bị mất và thậm chí là cả những công trình kiến trúc cũng xuất hiện ở đây. Vì Gensokyo vốn được tách ra từ Nhật Bản, vì thế vị trí của nó ở thế giới thực cũng nằm ngay trên đất Nhật Bản.
Với sự hiện diện của kết giới, Gensokyo là một vùng đất gần như nội bất xuất, ngoại bất nhập. Sự tồn tại của Gensokyo không được ghi nhận ở thế giới bên ngoài và ngược lại, khiến cho cộng đồng sinh vật ở nơi đây tự phát triển theo một hướng riêng. Và mặc dù tách biệt, vẫn có thế giới ở bên ngoài Gensokyo, có nghĩa là Gensokyo không phải một không gian song song. Trong Gensokyo không có biển vì nó vốn được tách ra từ vùng núi nội địa. Trong Gensokyo có vô số loài yêu quái, trong số đặc biệt phải kể tới tengu và kappa với nền văn minh phát triển tới mức tự lập thành một xã hội của riêng chúng, con người trong Gensokyo hầu hết sống tại một nơi gọi là Làng của con người (人間の里 Ningen no Sato, "Nhân Gian Lý"), ngoại trừ một số con người có thực lực cao thì có thể sống riêng lẻ. Gensokyo còn có phù thủy, pháp sư, người thú, ma cà rồng, các loại linh hồn và cả thần thánh.
Gensokyo vào thời điểm hiện tại, xuất hiện từ sau Embodiment of Scarlet Devil, phép thuật và hiện tượng tâm linh hoàn toàn chiếm ưu thế, không như thế giới bên ngoài vốn coi những thứ đó là "mê tín" kể từ thời Minh Trị và khoa học kỹ thuật hoàn toàn áp đảo. Đường nối duy nhất được biết giữa Gensokyo và thế giới bên ngoài là tại đền Hakurei (博麗神社 Hakurei Jinja, "Bác Lệ Thần Xã"). Luật dùng spell card được thiết lập sau đó nhằm đảm bảo cán cân thế lực ở Gensokyo luôn ổn định.

### Sự kiện trong trò chơi
Trong Gensokyo, cứ cách một khoảng thời gian thì lại có một "dị biến" xảy đến. Mỗi dị biến đều có ảnh hưởng tới toàn bộ Gensoyko và không rõ ai là người đứng sau chúng. Touhou hầu hết tập trung vào các dị biến trong cốt truyện của mình, nhưng cũng có trường hợp ngoại lệ như trong Mountain of Faith vốn không có dị biến nào mà chủ yếu chỉ nói về các sự kiện.
Các yêu quái là người đứng sau những dị biến, và thông thường vu nữ của đền Hakurei là Reimu sẽ lên đường tìm hiểu và giải quyết dị biến này cũng như trừng phạt người đã gây ra nó. Tuy nhiên không phải khi nào (gần như là chưa bao giờ tính từ Embodiment of Scarlet Devil) cô cũng làm công việc này một mình, nhiều nhân vật khác mà chủ yếu Kirisame Marisa cũng có thể bắt tay giải quyết những dị biến. Khi những dị biến xảy ra, các linh hồn và tiên nữ sẽ bị ảnh hưởng theo nhiều cách thông qua hoàn cảnh, dị biến hoặc từ chính bản thân người gây ra dị biến, kết quả là chúng sẽ mạnh lên trong thời gian dị biến diễn ra, vì thế xuất hiện tường hợp chỉ một tiên nữ nho nhỏ cũng đánh bại được Reimu. Ngoài ra cũng có con người sống trong làng tham gia giải quyết dị biến.

### Nhân vật
Touhou sở hữu một dàn nhân vật khổng lồ so với các tựa game khác cùng thể loại. Gần như toàn bộ các nhân vật trong Touhou đều là các nhân vật nữ, chủ yếu là các thiếu nữ. Trong khi hầu hết các nhân vật không được phát triển đầy đủ về thông tin cho một game có cốt truyện, nhiều người chơi vẫn yêu mến họ, kể cả những nhân vật có thông tin hết sức mơ hồ vẫn có cộng đồng người hâm mộ của riêng cho mình. Các nhân vật trong Touhou thuộc đủ mọi chủng loại: người, yêu quái, ma, thần, thánh, có đủ mọi lứa tuổi: Từ vài chục cho tới vài ngàn (cá biệt một số nhân vật như Yagokoro Eirin theo logic thì có thể có tuổi lên đến hàng trăm triệu). Đứng giữa hơn 100 nhân vật nữ, số nhân vật "phái mạnh" có thể đếm được chỉ bằng hai bàn tay: Genjii (một con rùa), Sokrates (một con mèo), Konpaku Youki (nửa người nửa ma), Hijiri Myouren (không rõ, có thể là con người), Morichika Rinnosuke (lai người và yêu quái) và Unzan (một nyūdō). Có một số nhân vật khác có xuất hiện trong hình dạng nam giới (Shingyoku) nhưng giới tính thật vẫn chưa rõ ràng.

## Phát triển
Touhou Project là dự án một người được phát triển bởi Jun'ya Ōta (thường được fan hâm mộ gọi là ZUN), một tay ông lo hết toàn bộ phần đồ họa, âm thanh và lập trình cho các game của mình, tuy nhiên ZUN cũng hợp tác với Twilight Frontier trong các game thuộc loại đối kháng bao gồm: Immaterial and Missing Power, Scarlet Weather Rhapsody, Touhou Hisōtensoku, Hopeless Masquerade, Urban Legend in Limbo và Antinomy of Common Flowers. Ngoài ra trong Fairy Wars, ông cũng để cho Hirasaka Makoto lo phần đồ họa nhân vật.
Tựa game Touhou đầu tiên Highly Responsive to Prayers được cho ra đời năm 1996 vốn được xem như là một bài thử về lập trình. Touhou chỉ trở thành một game bắn đạn từ tựa game thứ hai của nó Story of Eastern Wonderland, vì thời đó những tựa game bắn đạn được hồi sinh nhờ vào game RayForce và ZUN từng một thời gian dài hâm mộ những game như thế. ZUN ấn định chủ đề chính và hướng đi của Touhou bắt đầu từ tựa game thứ sáu của nó, Embodiment of Scarlet Devil.
Theo như bài phỏng vấn trong Bohemian Archive in Japanese Red, ZUN phát triển các game của mình bằng Visual Studio, Adobe Photoshop, và Cubase SX.

## Các dạng truyền thông khác
Ngoài các game dōjin, Team Shanghai Alice cũng mở rộng Touhou sang các dạng truyền thông khác.

### CD nhạc
Từ năm 2002 đến năm 2016, mười album CD nhạc đã được phát hành như một phần của "ZUN's Music Collection". Chúng được đánh số từ Tập 1 đến 9 theo ngày phát hành, với Unknown Flower, Mesmerizing Journey được đánh số là 5.5 do kích thước nhỏ. Mỗi album chứa các bản phối âm nhạc từ các trò chơi cũng như các tác phẩm mới:
- Dolls in Pseudo Paradise (蓬莱人形, Hōrai Ningyō, lit. "Hourai Doll"; 2002-12-30)
- Ghostly Field Club (蓮台野夜行, Rendaino Yakō, lit. "Night Trip to Rendaino"; 2003-12-30)
- Changeability of Strange Dream (夢違科学世紀, Yumetagae Kagaku Seiki, lit. "Changing Dreams in the Age of Science"; 2004-12-30)
- Retrospective 53 minutes (卯酉東海道, Bōyu Tōkaidō, lit. "East-West Tōkaidō"; 2006-05-21)
- Magical Astronomy (大空魔術, Ōzora Majutsu, lit. "Celestial Wizardry"; 2006-08-13)
- Unknown Flower, Mesmerizing Journey (未知の花　魅知の旅, Michi no Haba, Michi no Tabi, 2011-05-08)
- Trojan Green Asteroid (鳥船遺跡, Torifune Iseki, lit. "Ruins of Torifune"; 2012-04-30)
- Neo-traditionalism of Japan (伊弉諾物質, Izanagi Busshitsu, lit. "Izanagi Object"; 2012-08-11)
- Dr. Latency's Freak Report (燕石博物誌, Enseki Hakubutsushi, lit. "Swallowstone Naturalis Historia"; 2016-05-08)
- Dateless Bar "Old Adam" (旧約酒場, Kyūyaku Sakaba, lit. "Old Testament Tavern"; 2016-08-13)
- Rainbow-Colored Septentrion (虹色のセプテントリオン, Nijiiro no Seputentorion; 2021-12-31)

Mỗi album (ngoại trừ Dolls in Pseudo Paradise, Unknown Flower, Mesmerizing Journey và Rainbow-Colored Septentrion) bao gồm một tập sách do ZUN viết, ghi lại các hoạt động của "Câu lạc bộ niêm phong bí mật" (秘 封 倶 楽 部, Hifū Kurabu), một "câu lạc bộ những người làm nghề giải thuật" ở Kyoto, Nhật Bản. Trong bộ sưu tập truyện ngắn, các thành viên câu lạc bộ Usami Renko và Maribel Hearn nghiên cứu và thảo luận về các chủ đề khác nhau liên quan đến Gensokyo và những điều huyền bí; Dolls in Pseudo Paradise bao gồm một câu chuyện không liên quan về số phận của tám tên trộm được đưa đến Gensokyo.
Trong năm 2006 và 2007, ZUN đã phát hành Akyu's Untouched Score (幺 樂 団 の 歴 史, Yōgakudan no Rekishi, "History of Yougakudan"), một bộ sưu tập gồm 5 tập nhạc game PC-98 bao gồm một số nhạc nền chưa được sử dụng. Các album lần lượt bao gồm Lotus Land Story, Mystic Square, Story of Eastern Wonderland, Phantasmagoria of Dim.Dream và Highly Responsive to Prayers. Mỗi bản nhạc trong bộ sưu tập được cải tiến với việc bổ sung kênh tổng hợp FM thứ sáu, kênh này ban đầu được dành riêng cho các hiệu ứng âm thanh trong trò chơi:
- Akyu's Untouched Score vol.1 (幺樂団の歴史１, Yōgakudan no Rekishi 1, lit. "History of Yougakudan 1"; 2006-05-21)
- Akyu's Untouched Score vol.2 (幺樂団の歴史２, Yōgakudan no Rekishi 2, lit. "History of Yougakudan 2"; 2006-12-31)
- Akyu's Untouched Score vol.3 (幺樂団の歴史３, Yōgakudan no Rekishi 3, lit. "History of Yougakudan 3"; 2006-12-31)
- Akyu's Untouched Score vol.4 (幺樂団の歴史４, Yōgakudan no Rekishi 4, lit. "History of Yougakudan 4"; 2007-12-31)
- Akyu's Untouched Score vol.5 (幺樂団の歴史５, Yōgakudan no Rekishi 5, lit. "History of Yougakudan 5"; 2007-12-31)

Nhạc nền gốc cho sáu trò chơi đối kháng chính thức cũng đã được phát hành. Các album chủ yếu bao gồm các bản phối của U2 Akiyama (あ き や ま う に, Akiyama Uni) của Twilight Frontier, với một số bản phối và / hoặc các bản phối mới của ZUN:
- Immaterial and Missing Power OST (幻想曲抜萃, Gensōkyoku Bassui, lit. "Collection of Illusionary Music"; 2005-08-14)
- Scarlet Weather Rhapsody OST (全人類ノ天楽録, Zenjinrui no Tengakuroku Tōhō Hisōten, lit. "Celestial Music Record of All Humankind"; 2008-08-16)
- Touhou Hisoutensoku OST (核熱造神ヒソウテンソク, Kakunetsuzōshin Hisōtensoku, lit. "Thermonuclear Titan Hisoutensoku"; 2009-12-30)
- Hopeless Masquerade OST (暗黒能楽集・心綺楼, Ankoku Nōgakushū, lit. "Dark Noh Collection"; 2013-08-12)
- Urban Legend in Limbo OST (深秘的楽曲集　宇佐見菫子と秘密の部室, Shinpiteki Gakkyokushū ~ Usami Sumireko to Himitsu no Bushitsu, lit. "A Deeply Mystic Music Collection ~ Sumireko Usami and the Clubroom of Secrets"; 2015-08-14)
- Urban Legend in Limbo OST 2 (深秘的楽曲集・補 東方深秘録初回特典CD, Shinpiteki Gakkyokushū - Ho ~ Tōhō Shinpiroku Shokai Tokuten CD, lit. "A Deeply Mystic Music Collection Supplement ~ Touhou Shinpiroku First Pressing Special CD"; 2016-12-08)
- Antinomy of Common Flowers OST (完全憑依ディスコグラフィ, Kanzenhyōi Disukogurafi, lit. "Perfect Possession Discography"; 2018-05-06)

ZUN's Music Collection, Akyu's Untouched Score, và các bản nhạc nền của các trò chơi đối kháng đã được phát hành để tải xuống kỹ thuật số trên Google Play và iTunes Store (Nhật Bản, Hoa Kỳ). Một số CD nhạc có kèm theo các bản sao của các tác phẩm in chính thức; chúng được liệt kê dưới đây.

### Phương tiện truyền thông bằng in ấn
Curiosities of Lotus Asia (東方香霖堂 Tōhō Kōrindō, "Đông Phương Hương Lâm Đường")
Được viết bởi ZUN, Curiosities of Lotus Asia là một câu chuyện được xuất bản nhiều lần. Đầu tiên nó được phát hành trên tạp chí "Colorful Puregirl", sau đó được chuyển qua "Magazine Elfics" của công ty BiBLOS. Nhưng sau này do BiBLOS phá sản, series này cuối cùng được chuyển sang phát hành trên tạp chí "Dengeki Moeoh" vào giữa tháng 8 và tháng 12 năm 2007. Ngoài ra một số phần của Curiosities of Lotus Asia được phát hành trên trang mạng của Elnavi. Một bộ sưu tầm được phát hành vào ngày 30 tháng 9 năm 2010 bởi ASCII Media Works. Nhân vật chính của Curiosities of Lotus Asia là Morichika Rinnosuke, một nhân vật nam nửa người nửa yêu quái, và địa điểm chính là Kourindou (香霖堂), cửa hàng bán đồ của do Rinnosuke quản lý.
Touhou Sangetsusei (東方三月精 "Đông Phương Tam Nguyệt Tinh")
Touhou Sangetsusei là một manga được xuất bản bởi "Comp Ace". Câu chuyện xoay quanh cuộc sống thường nhật của ba tiên nữ với những trò đùa nghịch, những chuyến phiêu lưu và những cuộc gặp mặt kỳ thú. Cốt truyện được ZUN viết và hình vẽ được thực hiện bởi những họa sĩ vẽ manga được chỉ định. Phần đầu tiên Eastern and Little Nature Deity được vẽ bởi Matsukura Nemu. Từ tháng 5 năm 2006 trở đi, Nemu dừng công việc vì lý do sức khỏe, sau đó Hirasaka Makoto tiếp quản công việc của cô. Phần thứ hai Strange and Bright Nature Deity được xuất bản sau đó. Năm 2009, phần ba mang tên Oriental Sacred Place được xuất bản và vai trò hình vẽ vẫn do Hirasaka Makoto thực hiện. Phần thứ tư của Touhou Sangetsusei chính là game Touhou 12.8 Fairy Wars, phát hành vào ngày 14 tháng 8 năm 2010. 

Bohemian Archive in Japanese Red

Bohemian Archive in Japanese Red (東方文花帖 Tōhō Bunkachō, "Đông Phương Văn Hoa Thiếp")
Bohemian Archive in Japanese Red là một cuốn fanbook chính thức trong series Touhou. Cuốn sách này bao gồm các bài báo của Shameimaru Aya, một bài phỏng vấn với ZUN và một sưu tầm một số dōjinshi. Một CD-ROM được đính kèm vào bìa sau của sách chứa các bản nhạc mới của ZUN, bản giới thiệu của Phantasmagoria of Flower View và một hình nền của bìa cuốn sách.
Seasonal Dream Vision (東方紫香花 Tōhō Shikōbana, "Đông Phương Tử Hương Hoa")
Seasonal Dream Vision là tuyển tập các dōjinshi được xuất bản bởi Comic Toranoana. Ngoài ra còn bao gồm một câu chuyện ngắn của ZUN liên quan tới Phantasmagoria of Flower View và một CD với một số bản nhạc được biên soạn lại của ông.
Perfect Memento in Strict Sense (東方求聞史紀 Tōhō Gumonshiki, "Đông Phương Cầu Văn Sử Kỉ")
Perfect Memento in Strict Sense là một cẩm nang về các loài trong Gesokyo dưới lời kể của Hieda no Akyu. Nó được phát hành vào cuối tháng 12 năm 2006 bởi "Ichijinsha" mặc dù vốn được dự kiến là sẽ phát hành vào tháng 8 năm đó. Một manga dựa trên các chi tiết của "Perfect Memento in Strict Sense" được xuất bản bởi tạp chí "Comic Rex" số ra tháng 12 năm 2006.
Touhou Bōgetsushō (東方儚月抄 "Đông Phương Vũ Nguyệt Sao")
Touhou Bōgetsushō là phần tiếp theo của câu chuyện trong Imperishable Night. Nó bao gồm một manga, một tiểu thuyết và một series truyện bốn khung đăng trên ba tạp chí của "Ichijinsha". Manga "Silent Sinner in Blue" bắt đầu được đăng trên tạp chí "Comic Rex" số ra tháng 7 năm 2007. Manga này được vẽ bởi Aki Eda, tập trung vào hai nhân vật con người là Reimu và Marisa. Tiểu thuyết Cage in Lunatic Runagate vẽ bởi Tokiame được đăng trong tạp chí theo quý của "Chara Mel" từ ngày 25 tháng 6 năm 2007. Tiểu thuyết này là phần đi sâu cốt truyện của manga dưới quan điểm của các nhân vật không phải con người. Cuối cùng là series truyện bốn khung Tsuki no Inaba to Chijō no Inaba (月のイナバと地上の因幡 "Inaba của mặt trăng và Inaba của trái đất) được vẽ bởi Toshihira Arata và mô tả cốt truyện với một phong cách nhẹ nhàng hơn. series này có sự xuất hiện của Reisen và Tewi. Chương đầu tiên của truyện đăng trên số ra tháng 8 năm 2007 trên tạp chí "Manga 4-koma Kings Palette", được bán vào ngày 22 tháng 6 năm 2007.
Grimoire of Marisa (グリモワール オブ マリサ Gurimowaru obu Marisa)
Grimoire of Marisa là một cuốn sách được dùng làm sổ tay của Marisa, chuyên ghi chép các spell card đáng lưu ý mà cô đã từng gặp. Nó được ZUN viết và được Moriki Takeshi minh họa phần nội dung trong khi Asai Genji minh họa trang bìa. Nó được xuất bản vào tháng 7 năm 2009.
Grimoire of Usami (秘封倶楽部異界撮影記録 Hifuu Kurabu Ikai Satsuei Kiroku)
Tương tự như Grimoire of Marisa, Grimoire of Usami là một cuốn sách được dùng làm sổ tay của Sumireko, chuyên ghi chép các spell card đáng lưu ý mà cô đã từng gặp. Nó được Kadokawa xuất bản vào ngày 27 tháng 4 năm 2019.
Wild and Horned Hermit (東方茨歌仙 Tōhō Ibarakasen, "Đông Phương Tì Ca Tiên")
Wild and Horned Hermit là một manga được đăng lần đầu vào ngày 24 tháng 6 năm 2010 trên tạp chí "Chara Mel Fabri" của "Ichijinsha". Nó được biết bởi ZUN và vẽ bởi Azuma Aya, manga cũng giới thiệu nhân vật mới Ibaraki Kasen.
Symposium of Post-mysticism (東方求聞口授 Tōhō Gumon Kuju, "Đông Phương Cầu Văn Khẩu Thụ")
Symposium of Post-mysticism là một cuốn sách được biết bởi ZUN và minh họa bởi Masakichi, Tokiame, Azuma Aya, Asakura Masatoki và Kitsune, được phát hành vào ngày 27 tháng 4 năm 2012. Nó chứa nội dung về một cuộc hội nghị giữa Akyuu và các nhân vật đại diện cho các tôn giáo của Gensokyo, ngoài ra còn có các đề mục nhỏ cung cấp thông tin về các nhân vật từ Mountain of Faith trở về sau và một số bài báo của hai tờ báo "Bunbunmaru" và "Kakashi" giải thích về các sự kiện trong Touhou.
Forbidden Scrollery (東方鈴奈庵 Tōhō Suzunaan, "Đông Phương Linh Nại Am")
Forbidden Scrollery là một manga có cốt truyện được viết bởi ZUN và vẽ bởi Harukawa Moe, nói về Kosuzu Motoori và cửa hàng cho thuê sách Linh Nại Am của cô - nơi lưu giữ rất nhiều những quyển yêu sách (妖魔本 (Yêu ma bản) youma bon).Nó được ra mắt trên số ra tạp chí "Comp Ace". Từ năm 2017 đến 2019, truyện đã được YenPress, dịch sang tiếng Anh và lưu hành ở thị trường nước ngoài, đánh dấu tác phẩm manga đầu tiên được dịch chính thức.
Strange Creators of the Outer World (東方外來韋編 Tōhō Gairai Ihen, "Đông Phương Ngoại Lai Vi Biên")
Strange Creators of the Outer World là một tạp chí của Touhou được xuất bản bởi nhà xuất bản Kadokawa Shoten, thực hiện với sự hỗ trợ và giám sát của ZUN. Trong tạp chí này chứa phần mới nhất của Curiosities of Lotus Asia, kèm theo đó là các bài phỏng vấn của ZUN về hai tựa game Touhou gần đây nhất là Urban Legend in Limbo và Legacy of Lunatic Kingdom. Một số truyện tranh và CD nhạc cũng được đính kèm trong tạp chí này.
Lotus Eater (東方酔蝶華 Touhou Suichouka, "Đông Phương Túy Điệp Hoa")
Lotus Eater là một manga được viết bởi Zun và minh họa bởi Mizutaki. Nó được ra mắt trên tạp chí "Comp Ace" của Kadokawa Shoten vào 26 tháng 11 băm 2019.
Cheating Detective Satori (東方智霊奇伝 Touhou  Chireikiden, "Đông Phương Trí Linh Kì Truyện")
Cheating Detective Satori là một manga được viết bởi Zun và minh họa bởi Ginmokuse. Nó được ra mắt trên tạp chí "Comp Walker" vào 28 tháng 10 năm 2019. Tập trung vào nhân vật Komeji Satori trở thành thám tử đi điều tra các hiện tượng kỳ bí tại Gensokyo.

## Sự đón nhận và người hâm mộ

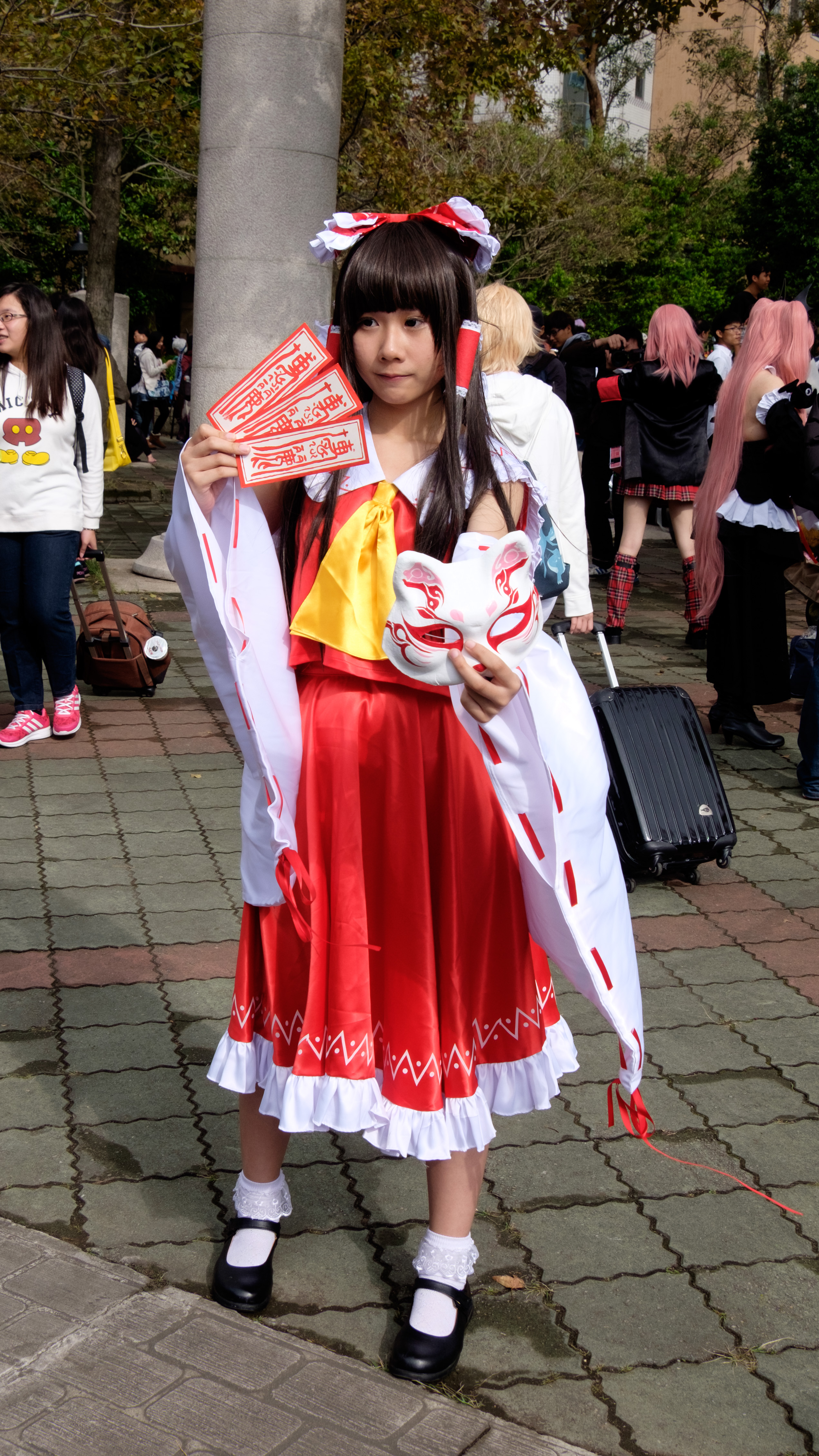
Một người đang cosplay nhân vật Hakurei Reimu

Một số lượng phi thường các sản phẩm phái sinh dựa trên Touhou đã được ra đời kể từ ngày phát hành Embodiment of Scarlet Devil. Chúng bao gồm các dōjinshi, nhạc dōjin, anime dōjin và game dōjin (cho dù bản thân các game Touhou cũng là các game dōjin). Nhờ vào số lượng cực lớn này các sản phẩm phái sinh của Touhou đã thúc đẩy nó trở thành một khía cạnh không thể bỏ qua đối với những sản phẩm truyền thông do người dùng tạo ra. Các hoạt động dōjin này hầu hết đều thêm vào những thông tin mới về nhân vật vốn không có trong thông tin chính thức mà ZUN đưa ra. Nhưng hầu hết chúng đều được ZUN ghi nhận, đánh giá cao và thậm chí khuyến khích những tác phẩm phái sinh này thông qua việc ràng buộc rất ít về việc sử dụng những sản phẩm của mình. Các ràng buộc chủ yếu bao gồm phân phối trái phép với mục đích thương mại và cho biết trước nội dung; khuyến cáo ghi nhận cho Team Shanghai Alice. ZUN đề cập đến rằng ông không muốn series game Touhou Project bị thương mại hóa.
|                                                                               |
| Biểu đồ so sánh số lượng các nhóm dōjin trong Comiket 85 (tháng 12 năm 2013). |

Sản phẩm doujinshi phái sinh của Touhou lần đầu tiên được công bố vào tháng 12 năm 2003, cùng với sự phát hành của Perfect Cherry Blossom, có bảy nhóm đã bán các sản phẩm phái sinh của Touhou tại Comiket 65. Ở Comiket 74 diễn ra vào tháng 8 năm 2008, tổng cộng đã có 885 nhóm có sản phẩm phái sinh của Touhou trong danh sách bán của mình, so với tổng số lượng các nhóm là 35,000. Tới Comiket 85 (tháng 12 năm 2013), số lượng các nhóm bán sản phẩm phái sinh của Touhou đã lên tới 2,272 nhóm, bỏ xa các thương hiệu truyền thông khác.
Các game dōjin dựa trên Touhou cũng bao gồm sự pha trộn với cơ chế của series game khác với nhân vật của Touhou, ví dụ như "Super Marisa Land" và "Super Marisa World" (ăn theo các game Mario, lần lượt "Super Mario Land" và "Super Mario World"), "MegaMari" (dựa theo series Mega Man") và "Touhou Soccer" (dựa trên game "Captain Tsubasa" của Tecmo). Các bản nhạc của Touhou cũng vô cùng phổ biến và có thể thấy rất nhiều CD được bán tại Comiket và các sự kiện khác.
Vào sự kiện Tokyo Game Show năm 2014, ZUN cho ra mắt một dự án phối hợp cùng PlayStation để đưa một tựa game dōjin không chính thức do người hâm mộ làm lên nền tảng PlayStation 4 (PS4) và PlayStation Vita. Vào tháng 9 năm 2014, tựa game Fushigi no Gensōkyō 3 (不思議の幻想郷3) của Aqua Style, Touhou Aogami Engi: The Genius of Sappheiros (東方蒼神縁起) của Strawberry Bose và tựa game Touhou Sky Arena Matsuri (東方スカイアリーナ祭) của Area-Zero đã được công bố phát hành trên PS4. Các tựa game sẽ được công bố bởi Mediascape theo hợp đồng với hãng Sony và ZUN, đây sẽ là một phần trong việc hướng tới cho phép các game độc lập được phân phối thương mại trên các nền tảng PlayStation.
Trong số những sản phẩm phái sinh phổ biến phải kể tới series các video dạng Flash được làm bởi nhóm dōjin music tên là IOSYS. Một số video trong số chúng như "Marisa Stole the Precious Thing," rất phổ biến trên các diễn đàn của otaku và Nico Nico Douga.
| _,,....,,_ ＿人人人人人人人人人人人人人人人＿ -''":::::::::::::｀''＞ ゆっくりしていってね！！！ ＜ ヽ:::::::::::::::::::::￣^Ｙ^Ｙ^Ｙ^Ｙ^Ｙ^Ｙ^Ｙ^Ｙ^Ｙ^Ｙ^Ｙ^Ｙ^Ｙ^Ｙ^￣ \|::::::;ノ´￣＼:::::::::::＼_,. -‐ｧ ＿_ _____ ＿_____ \|::::ﾉ ヽ､ヽr-r'"´ （.__ ,´ _,, '-´￣￣｀-ゝ 、_ イ、 _,.!イ_ _,.ﾍｰｧ'二ﾊ二ヽ､へ,_7 'r ´ ヽ、ﾝ、 ::::::rｰ''7ｺ-‐'"´ ; ', ｀ヽ/｀7,'＝=─- -─=＝', i r-'ｧ'"´/ /! ﾊ ハ ! iヾ_ﾉ i ｲ iゝ、ｲ人レ／_ルヽｲ i \| !イ´,' \| /__,.!/ V ､!__ﾊ,' ,ゝ ﾚﾘｲi (ﾋ_] ﾋ_ﾝ).\|.\|、i.\|\| `! !/ﾚi' (ﾋ_] ﾋ_ﾝ ﾚ'i ﾉ !Y!"" ,＿__, "" 「 !ﾉ i \| ,' ﾉ !'" ,＿__, "' i.ﾚ' L.',. ヽ _ﾝ L」 ﾉ\|.\| （ ,ﾊ ヽ _ﾝ 人! \| \|\|ヽ、 ,ｲ\| \|\|ｲ\| / ,.ﾍ,）､ ）＞,､ _____, ,.イ ハ レ ル｀ ー--─ ´ルﾚ ﾚ´ Bản gốc "Yukkuri shite itte ne!!!" vẽ bằng Shift JIS. Yukkuri Marisa (bên trái) và Yukkuri Reimu (bên phải) |

Một trong những meme nổi tiếng dựa trên Touhou là "Yukkuri shite itte ne!!!" (ゆっくりしていってね!!! thường được dịch là "Bạn nên thả lỏng người đi!!!", trong tiếng Anh được dịch là "You should be taking it easy!!!"), xoay quanh những sinh vật có phần đầu giống như các nhân vật và không có thân với tên gọi "yukkuri". Meme này vốn được tạo ra từ một nỗ lực bất thành trong việc vẽ hai nhân vật chính là Reimu và Marisa bằng nghệ thuật vẽ Shift JIS. Sau đó các yukkuri trở nên nổi tiếng đến mức câu nói "Yukkuri shite itte ne!!!" đã thắng huy chương đồng trong cuộc thi "Những câu nói lóng trên mạng của năm" ở Nhật Bản năm 2008. Yukkuri cũng xuất hiện trên các quảng cáo mạng, trong các anime Natsu no Arashi!, Pani Poni Dash! và nổi tiếng nhất là trên trang đầu 2channel, diễn đàn mạng lớn nhất trên thế giới. Hai nhân vật là Saigyouji Yuyuko và Hakurei Reimu cũng có góp mặt trong game Lord of Vermilion Re:2 của Square Enix.
Touhou cũng có một số anime do người hâm mộ thực hiện. Một trong số đó là dự án anime dōjin của nhóm Maikaze với tên Touhou Musou Kakyou (東方 夢想夏郷 "Đông Phương Mộng Tưởng Hạ Hương"), anime lấy bối cảnh và các nhân vật của Touhou với hai tập được phát hành vào năm 2008 và 2012. Mặc dù được tạo ra bởi một studio nghiệp dư, nó vẫn được nhiều đánh giá cao với dàn diễn viên lồng tiếng chuyên nghiệp. Một dōjin anime khác là Gensou Mangekyou ~ The Memories of Phantasm (幻想万華鏡 "Ảo Tưởng Vạn Hoa Kính") của nhóm Manpuku Jinja, được phát hành vào năm 2011 tại Comiket 80 với một tập được dựa theo cốt truyện của Perfect Cherry Blossom. Một dự án khác, Anime Tenchou x Touhou Project (アニメ店長 x 東方Project), được sản xuất bởi Ufotable trong lễ kỷ niệm lần thứ 10 của chuỗi cửa hàng Animate của Nhật Bản, đây là một đoạn video quảng cáo cho cửa hàng bao gồm thế giới của Touhou và linh vật của Animate, Anizawa Meito.
Touhou Project nhận được đề cử Giải thưởng Nghệ thuật Truyền thông hàng năm lần thứ 11 được tổ chức bởi Cục Văn hóa Nhật Bản, hạng mục Giải trí. Tuy nhiên Wii Sports của Nintendo đã nhận được giải cao nhất và Touhou Project không giành được giải thưởng nào..

### Reitaisai
Hakurei Jinja Reitaisai (博麗神社例大祭 Hakurei Jinja Reitaisai, "Bác Lệ Thần Xã Lệ Đại Tế", tạm dịch "Lễ tế lớn tại đền Hakurei") hay thường được gọi vắn tắt là Reitaisai là sự kiện dōjin lớn nhất trong các sự kiện chỉ dành riêng cho Touhou. Mặc dù không có liên hệ chính thức với Team Shanghai Alice, tên gọi "Hakurei Jinja Reitaisai" được chính ZUN đặt cho sự kiện này. Nó lần đầu được tổ chức vào năm 2004 như là một cách để cho Team Shanghai Alice công bố phiên bản dùng thử của những tựa game sắp ra mắt cho fan trước khi phát hành chúng trên mạng; ngoài ra Reitaisai năm 2004 còn có 114 nhóm tham gia, và kể từ đó nhiều sản phẩm phái sinh của Touhou được tập hợp và bán ra tại đây.
Bắt đầu vào tháng 4 hoặc tháng 5 mỗi năm, sự kiện này được tổ chức tại Ōta, Tokyo vào năm 2004; Naka-ku, Yokohama vào năm 2005; Sunshine City, Tokyo vào các năm 2006 và 2007; kể từ năm 2008 về sau nó được tổ chức tại Tokyo Big Sight. Năm 2010 đánh dấu sự ra đời của Reitaisai SP, một Reitaisai khác được tổ chức vào mỗi mùa thu nhằm tăng thêm độ phổ biến. Vào năm 2011, Reitaisai đã bị tạm hoãn vì lý do an toàn sau trận động đất và sóng thần Tōhoku năm 2011. Sau đó nó được ấn định tổ chức lại vào ngày 8 tháng 5 năm 2011 với khoảng 4,940 nhóm tham gia.

## Chú giải
1. ↑  tiếng Nhật: 幻想郷, Hepburn: Gensōkyō, nghĩa đen là "Vùng đất Ảo ảnh"